# 等管尾蚜
等管尾蚜（学名：Hyperomyzus carduellinus）为常蚜科尾蚜屬下的一个种。